# Christy Udoh
Christy Udoh (ur. 30 września 1991 w Azusie) – nigeryjska lekkoatletka, sprinterka, medalistka mistrzostw Afryki, olimpijka.
W 2012 weszła w skład nigeryjskiej sztafety 4 × 100 metrów, która zdobyła złoto podczas mistrzostw Afryki w Porto-Novo. W tym samym roku startowała na igrzyskach olimpijskich w Londynie, na których przyczyniła się do awansu nigeryjskiej sztafety 4 × 100 metrów do finału, a indywidualnie odpadła w eliminacjach biegu na 200 metrów. Jest medalistką mistrzostw kraju.
Stawała na podium mistrzostw NCAA.

## Osiągnięcia
| Rok  | Impreza              | Miejsce    | Konkurencja             | Lokata     | Wynik |
| ---- | -------------------- | ---------- | ----------------------- | ---------- | ----- |
| 2012 | Mistrzostwa Afryki   | Porto-Novo | sztafeta 4 × 100 metrów | 1. miejsce | 43,21 |
| 2012 | Igrzyska olimpijskie | Londyn     | bieg na 200 metrów      | eliminacje | 23,19 |
| 2012 | Igrzyska olimpijskie | Londyn     | sztafeta 4 × 100 metrów | 4. miejsce | 42,64 |

## Rekordy życiowe
- Bieg na 60 metrów (hala) – 7,44 (2012)
- Bieg na 100 metrów – 11,47 (2012)
- Bieg na 200 metrów – 22,72 (2012)
- Bieg na 200 metrów (hala) – 23,13 (2013)